# Castex (Gers)
Castex ist eine französische Gemeinde mit 76 Einwohnern (Stand 1. Januar 2022) im Département Gers in der Region Okzitanien (vor 2016: Midi-Pyrénées). Sie gehört zum Arrondissement Mirande und zum Kanton Mirande-Astarac.
Die Einwohner werden Castécois und Castécoises genannt.

## Geographie
Castex liegt circa 17 Kilometer südwestlich von Mirande in der historischen Provinz Armagnac an der südlichen Grenze zum benachbarten Département Hautes-Pyrénées.
Umgeben wird Castex von den sechs Nachbargemeinden:
| Estampes                     | Miélan                                      | Sadeillan  |
| Estampures (Hautes-Pyrénées) | Kompassrose, die auf Nachbargemeinden zeigt | Sarraguzan |
|                              | Bernadets-Debat (Hautes-Pyrénées)           |            |

Castex liegt in den Einzugsgebieten der Flüsse Garonne und Adour.
Die Osse, ein Nebenfluss der Gélise, bildet die natürliche Grenze zu den östlichen Nachbargemeinden Sadeillan und Sarraguzan. Der Ruisseau de Nauri fließt an der südlichen Grenze zur Nachbargemeinde Bernadets-Debat entlang und mündet in Castex in die Osse.
Der Bouès, ein Nebenfluss des Arros, bildet die natürliche Grenze zu den westlichen Nachbargemeinden Estampes und Estampures.

## Einwohnerentwicklung
Nach Beginn der Aufzeichnungen stieg die Einwohnerzahl bis zur ersten Hälfte des 19. Jahrhunderts auf einen Höchststand von rund 405. In der Folgezeit sank die Größe der Gemeinde bei zwischenzeitlichen Erholungsphasen bis in die 2020er Jahre auf ihren tiefsten Stand.
| Jahr                       | 1962 | 1968 | 1975 | 1982 | 1990 | 1999 | 2006 | 2011 | 2020 |
| Einwohner                  | 177  | 154  | 120  | 100  | 87   | 88   | 90   | 94   | 77   |
| Quellen: Cassini und INSEE |      |      |      |      |      |      |      |      |      |

## Sehenswürdigkeiten
- Kirche Saint-Laurent

## Wirtschaft und Infrastruktur
Castex liegt in den Zonen AOC der Schweinerasse Porc noir de Bigorre und des Schinkens Jambon noir de Bigorre.

### Verkehr
Castex ist über die Route départementales 3 (Hautes-Pyrénées: 17) und 567 erreichbar.